# Parides aglaope
Parides aglaope is een vlinder uit de familie van de pages (Papilionidae). De wetenschappelijke naam van de soort is voor het eerst geldig gepubliceerd in 1852 door Gray. Deze naam wordt ook wel beschouwd als een synoniem van Parides panthonus.